# FC 유나이티드 오브 맨체스터
FC 유나이티드 오브 맨체스터(영어: Football Club United of Manchester, FCUM)는 그레이터맨체스터주에 있는 긱 레인 경기장을 근거지로 하는 잉글랜드의 축구 클럽이다.

## 역사
축구 클럽 유나이티드 오브 맨체스터는 2005년 5월 12일 맬컴 글레이저가 맨체스터 유나이티드를 인수하고 구단주로 취임하자 일부 맨체스터 유나이티드 팬들은 거대 자본이 순수한 축구 구단을 잠식하는 것은 부당하다며 맬컴의 구단 인수를 반대하던 중 2005년 설립한 축구 클럽으로 이들 서포터들은 클럽을 소유하며 투표를 통해 클럽을 운영하고있다.
2009년 7월 18일에는 부천 FC 1995의 초청으로 대한민국을 방문해 '월드 풋볼 드림 매치 2009'를 가졌으며 팀은 0-3으로 패배하였다.

## 기록

### 과거 성적
- 2005-2006 북서 자치주 리그 디비전 2 1 위 승격
- 2006-2007 북서 자치주 리그 디비전 1 1 위 승격
- 2007-2008 북부 리그 디비전 1 노스 2 위 승격
- 2008-2009 북부 프리미어리그 프리미어 디비전 6 위
- 2009-2010 북부 프리미어리그 프리미어 디비전 13 위
- 2010-2011 북부 프리미어리그 프리미어 디비전 4 위
- 2014-2015 노던 프리미어리그 프리미어 디비전 우승
- 2015-16 내셔널리그 노스 13위

### 각종 기록
- 한 경기 최다 득점 승리 경기:10-2, vs 캐슬톤 가브리엘스 2005-12-10
- 한 경기 최다 실점 패배 경기:1-5, vs 브래드포드 파크 애비뉴 AFC 2010-03-24

## 선수 명단

### 현역
참고: FIFA 자격 규정에 따라 소속된 국가대표팀 국기를 표시합니다. 선수는 복수의 FIFA 비회원국 국적을 가지고 있을 수 있습니다.
| 번호 | 포지션 | 국적     | 이름          |
| ---- | ------ | -------- | ------------- |
| -    | MF     | 잉글랜드 | 마이클 도노휴 |

| 번호 | 포지션 | 국적 | 이름 |
| ---- | ------ | ---- | ---- |

## 같이 보기
- AFC 리버풀